# Ранчо

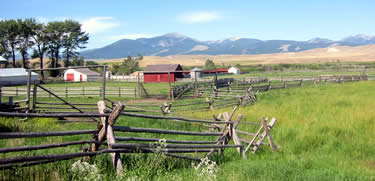
Ранчо Грант-Корс близ города Дир-Лодж (Монтана) (Монтана, США).

Ра́нчо (исп. rancho, откуда англ. ranch «ранч/рэнч») — один из наиболее распространённых методов ведения сельского хозяйства, получивший широкое распространение в странах Западного полушария в ходе колонизации Америки колонистами с европейского континента.

## Описание
В художественной литературе употребляется как экзотизм и имеет смысловые вариации: в странах Латинской Америки ранчо — это значительная по площади латифундия, центром которой является господская усадьба-асьенда, в португалоязычных странах — фазенда. В США и Канаде под ранчо обычно подразумевается любая ферма, расположенная в сельской местности. Так или иначе, основная экономическая специализация ранчо — скотоводство, в первую очередь крупный рогатый скот. Этим ранчо отличается от плантаций, основной специализацией которых является растениеводство (бананы, сахарный тростник, хлопок и т. д.).
В отличие от земельных наделов густонаселённой и меньшей по площади Европы, ранчо имеют гораздо большие размеры. Первые ранчо были основаны в испанских колониях в Новом Свете переселенцами из Испании, занявшими пустующие земли или же оттеснившими с них индейцев. Испанцы же привезли в новый свет коров, лошадей, коз, свиней, кур и др. В центре (не обязательно географическом) ранчо расположена хозяйская усадьба или дом, рядом имеется пруд и другие сельскохозяйственные постройки (загоны, конюшни и т. д.).
Когда на ранчо у ковбоев выдавалось свободное время, они развлекали себя всевозможными «потешными» соревнованиями: чья лошадь лучше работает с коровой, кто дольше усидит на диком быке или мустанге, кто быстрее заарканит корову лассо и т. п. Со временем эти виды спорта отделились, обрели устоявшиеся правила, обросли традициями и особенностями подготовки лошади и всадника. С середины XX века в США проводились официальные соревнования ковбоев, появился вестерн-спорт.

## Специфическийжаргонранчо
- Загон на ранчо называется «кора́ль» (исп. corral).
- Хозяин ранчо называется патрон, работающие на ранчо — пеоны (полузависимые крестьяне).
- Жители ранчо, занимающиеся скотом, именуются вакеро (Мексика) (от слова «вака» — корова), в Аргентине — гаучо, в США и Канаде — ковбои (муж.) и каугёл (жен.).
- В США вплоть до 1865 года многие ранчо использовали также и труд рабов-чернокожих, завезённых из Африки (См. Рабство в США), особенно в районах смешанной сельскохозяйственной специализации (например, штат Техас и особенно Восточный Техас). После освобождения рабов здесь сложилась особая субкультура — «Чёрные ковбои».
- В Мексике на базе ранчо сложилась особая культура и народная музыка нортеньо, вариант которой в США получил название кантри.